# Daniel da Silva
Daniel da Silva dit Daniel est un footballeur brésilien né le 27 mai 1973 à São Paulo.